# Naviforme

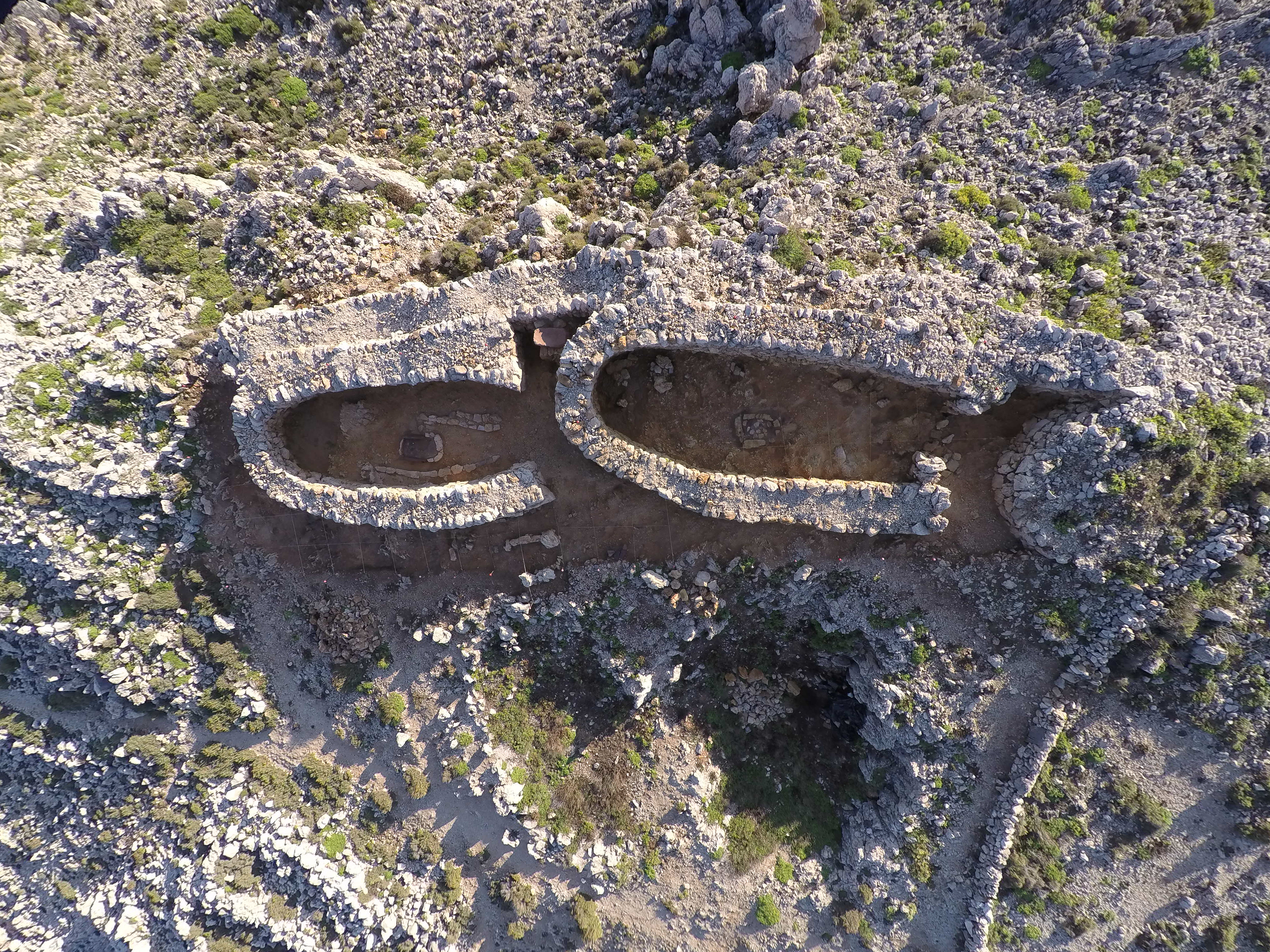
Vue aérienne des habitats naviformes de Cala Morell.

Un naviforme, anciennement dénommé naveta d'habitation, est un type d'habitat préhistorique des Îles Baléares daté l'Âge du bronze. 

## Étymologie
Les constructions « naviformes », appelées antérieurement « navettes d'habitat » ou « navetiformes », ne sont pas des navetes : la confusion avec les navetes a perduré jusqu'aux fouilles de Maria LLuïsa Serra dans les années 1960 démontrant qu'il s'agissait de maisons. Pour éviter toute confusion, la dénomination antérieurement utilisée (« naveta de habitación ») est désormais abandonnée et a été remplacée par celle de naviforme. Les deux types d'édifice correspondent à des usages différents, une naveta a un usage uniquement funéraire alors qu'un naviforme désigne une maison, et à des époques différentes, les navetes datent de la période talayotique alors que les naviformes datent d'une période pré-talayotique désignée d'ailleurs sous le nom de Naviforme.

## Architecture

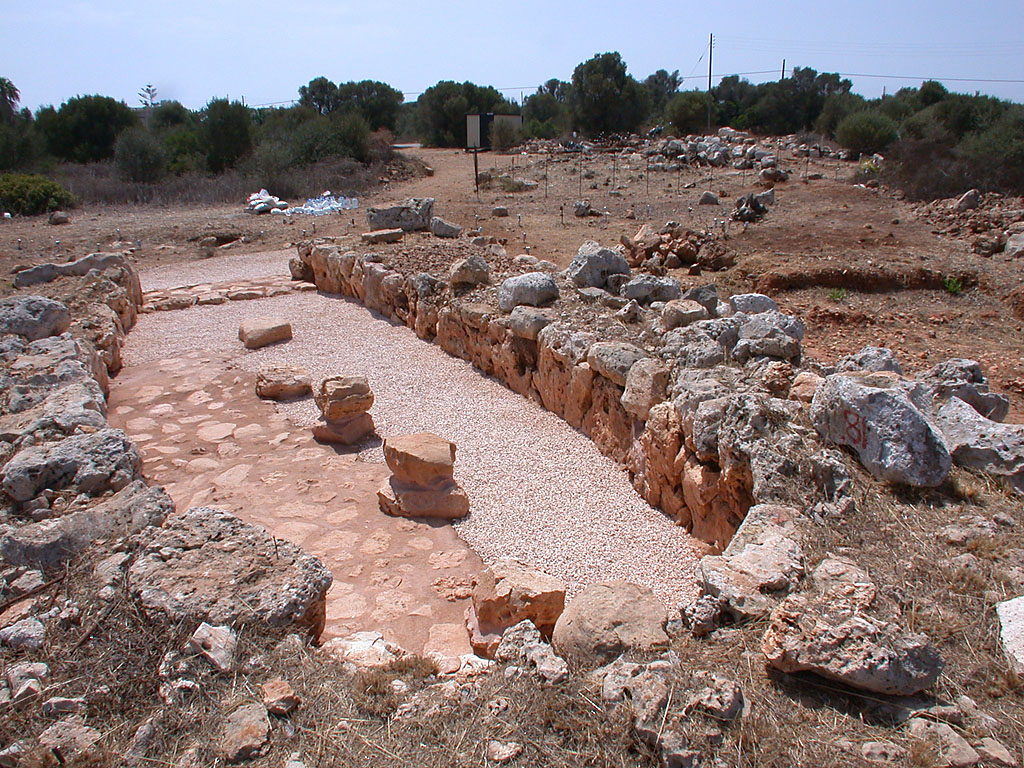
Naviforme n°1 Es Closos de Can Gayà.

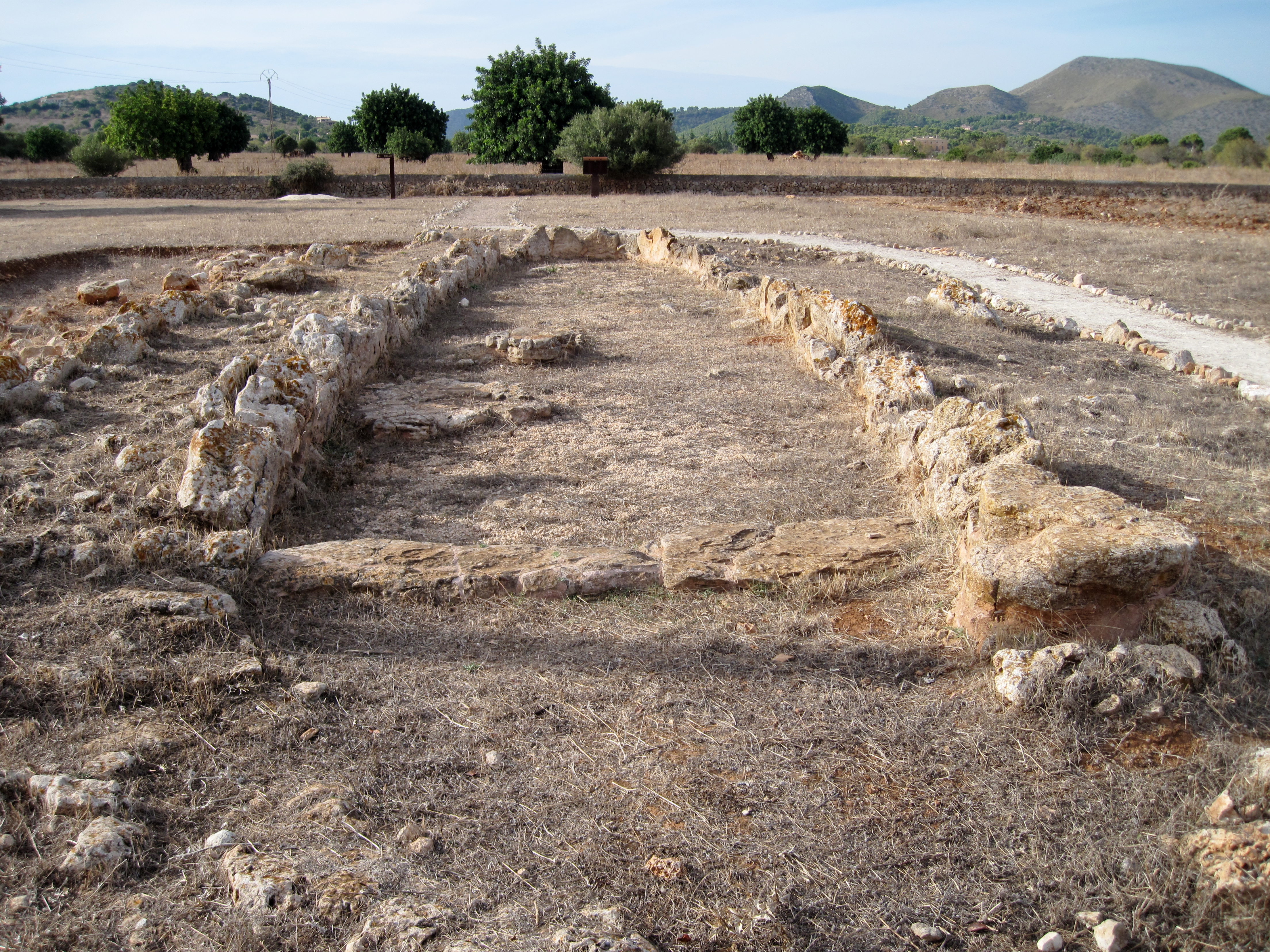
Naviforme n°1 de S'Hospitalet Vell.

Les naviformes sont de grands édifices de 16 à 25 m de longueur sur 5 à 7 m de largeur, leur hauteur atteignant environ 3 m sur les structures les mieux conservées (Can Roig Nou, Son Mercer de Baix),. Pour autant, ils ne peuvent pas être considérés comme des monuments mégalithiques car ils sont principalement construits avec des pierres de taille moyenne ou petite. 
Les naviformes sont des édifices allongés, en forme de « U », avec une partie antérieure en forme d'abside pointue ou arrondie, construits sans fondations, directement sur le sol préalablement nivelé, en pierre sèche,. La première rangée de pierres du mur extérieur est à moitié enterrée et montée en appareil cyclopéen avec de grands orthostates polygonaux, les rangées suivantes sont constituées de pierres de plus en plus petites. Le mur intérieur est constitué de petites pierres plus finement travaillées. Les murs extérieurs et intérieurs sont inclinés de manière que l'épaisseur de l'ensemble diminue avec la hauteur, mais à la base l'épaisseur des murs est de 2 à 3 m. Entre le mur extérieur et le mur intérieur l'espace qui demeure est comblé avec un remblai constitué de moellons de tailles variées. L'ensemble de la structure est extrêmement résistant,,. Les constructions étaient recouvertes avec un toit composé d'un assemblage de poutres en bois, de branches et d'une couche d'argile et de petites pierres,. comme à Es Closos de Can Gayà.
La plupart des naviformes minorquins ne comportent qu'une pièce unique à la différence naviformes mallorquins. Le sol des embrasures de portes et de la partie antérieure de la salle intérieure est parfois dallé. L’aménagement intérieur se limite le plus souvent à un foyer central de forme quadrangulaire, construit avec de petites dalles (Caparrot de Forma) ou délimité par des bancs de pierre de faible hauteur (Cala Morell) mais il peut aussi être complété selon les cas par des bases de colonnes, des contreforts, des appuis de fenêtres, des cloisons internes. Les constructions naviformes sont le plus souvent individualisées (Alemany, Cala Blanca) ou disposées en petits groupes (Cala Morell, S'Hospitalet Vell, Es Closos de Can Gayà) parfois accolées les unes aux autres,. 

## Mobilier archéologique
281 structures de ce type sont recensées sur les îles de Minorque, Majorque et Formenteramais seule une vingtaine ont été fouillées de manière rigoureuse et bien documentée. 
La fonction domestique des constructions naviformes est déduite du matériel archéologique qui y a été découvert. La céramique recueillie correspond à des récipients nécessaires à la conservation, la cuisson et la consommation des aliments. Une conclusion similaire s'impose pour les objets osseux, lithiques ou métalliques découverts. L'espace intérieur est aménagé avec des foyers et des bancs. Quelques édifices ont livré des ossements humains, correspondant à une ré-utilisation ultérieure opportuniste du bâtiment comme site funéraire et dans plusieurs cas, les constructions ont été adossées à des grottes artificielles utilisées à des fins funéraires.

## Datation
Les naviformes furent utilisés principalement durant l'Âge du bronze mais leur occupation s'est parfois poursuivie durant l'Âge du fer. L'étude du naviforme n°1 d'Es Closos indique qu'il fut occupé de manière continue entre 600 et 900 ans tout en bénéficiant de modifications dans son aménagement. La construction d'un naviforme et son occupation par un groupe social devait constituer un élément central de la formation de ce groupe et de son identité en lien avec l'occupation d'un territoire donné tout en le reliant à ses ancêtres. A contrario, l'abandon de ce type d'habitat correspond à l'apparition de communautés plus grandes où l'individu commence à se différencier de la communauté,.
Les naviformes ont donné leur nom à la période Naviforme (1600 - 1050 av. J.-C.).